# Ludwig von Stainlein

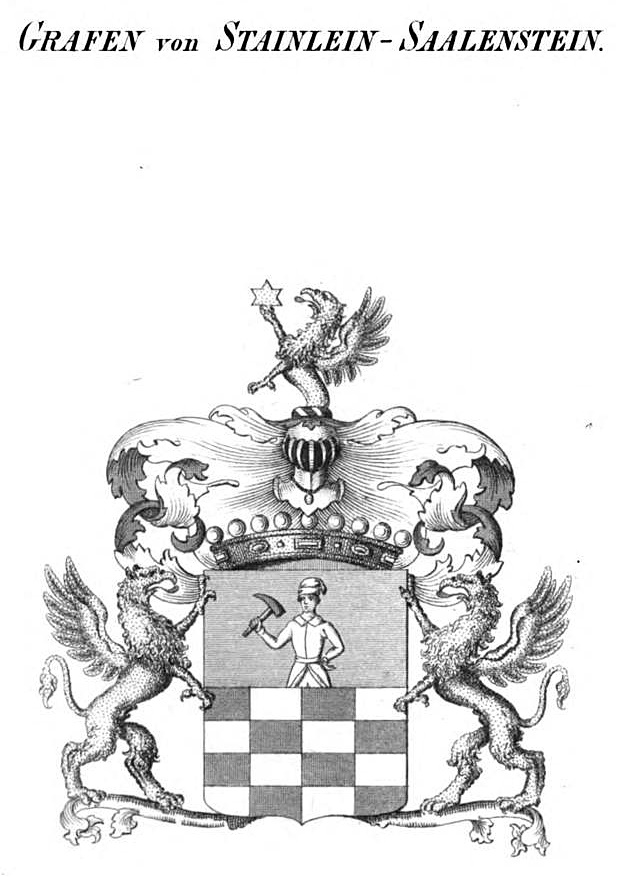
Wappen der Grafen von Stainlein-Saalenstein

Ludwig von Stainlein, auch Louis de Stainlein, voller Name Ludwig Karl Georg Cornelius von Stainlein-Saalenstein (* 3. Juli 1819 in Horné Semerovce, Komitat Hont; † 22. November 1867 in Angleur, Belgien) war ein bayerischer Graf, Komponist und Violoncellist.

## Abstammung und Herkunft
Er wurde geboren im ungarischen Komitat Hont, als Sohn des Freiherrn Johann Gottlieb Eduard von Stainlein (1785–1833) und seiner Gattin Susanne geb. von Hellenbach. Seine Schwester Malwina heiratete Heinrich Wilhelm Joseph von Wilczek, Sohn des österreichischen Politikers Friedrich von Wilczek (1790–1861). Der Vater Eduard von Stainlein stammte aus dem oberfränkischen Hof, war ein von König Maximilian I. Joseph geschätzter Diplomat und fungierte als bayerischer Gesandter in Wien. 1830 erfolgte die Erhebung der protestantischen Familie in den Grafenstand des Königreichs Bayern, mit dem Zusatzprädikat von Saalenstein; 1841 wurde die Grafenwürde im Königreich Ungarn anerkannt.

## Leben und Wirken

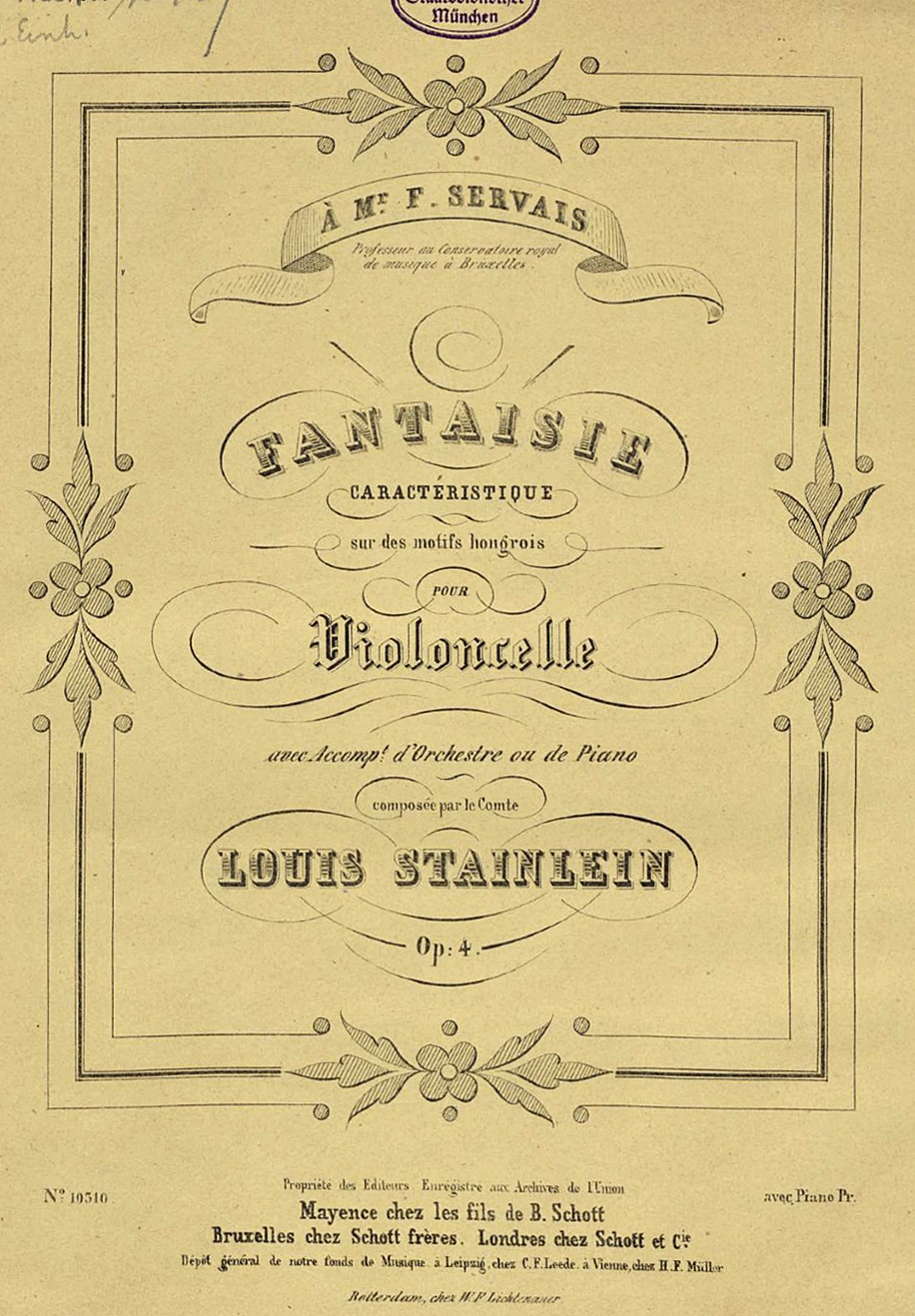
Titelblatt der Fantasie für 4 Violoncelli, erschienen bei Schott, in Mainz, 1851; gewidmet dem Cellisten Adrien-François Servais

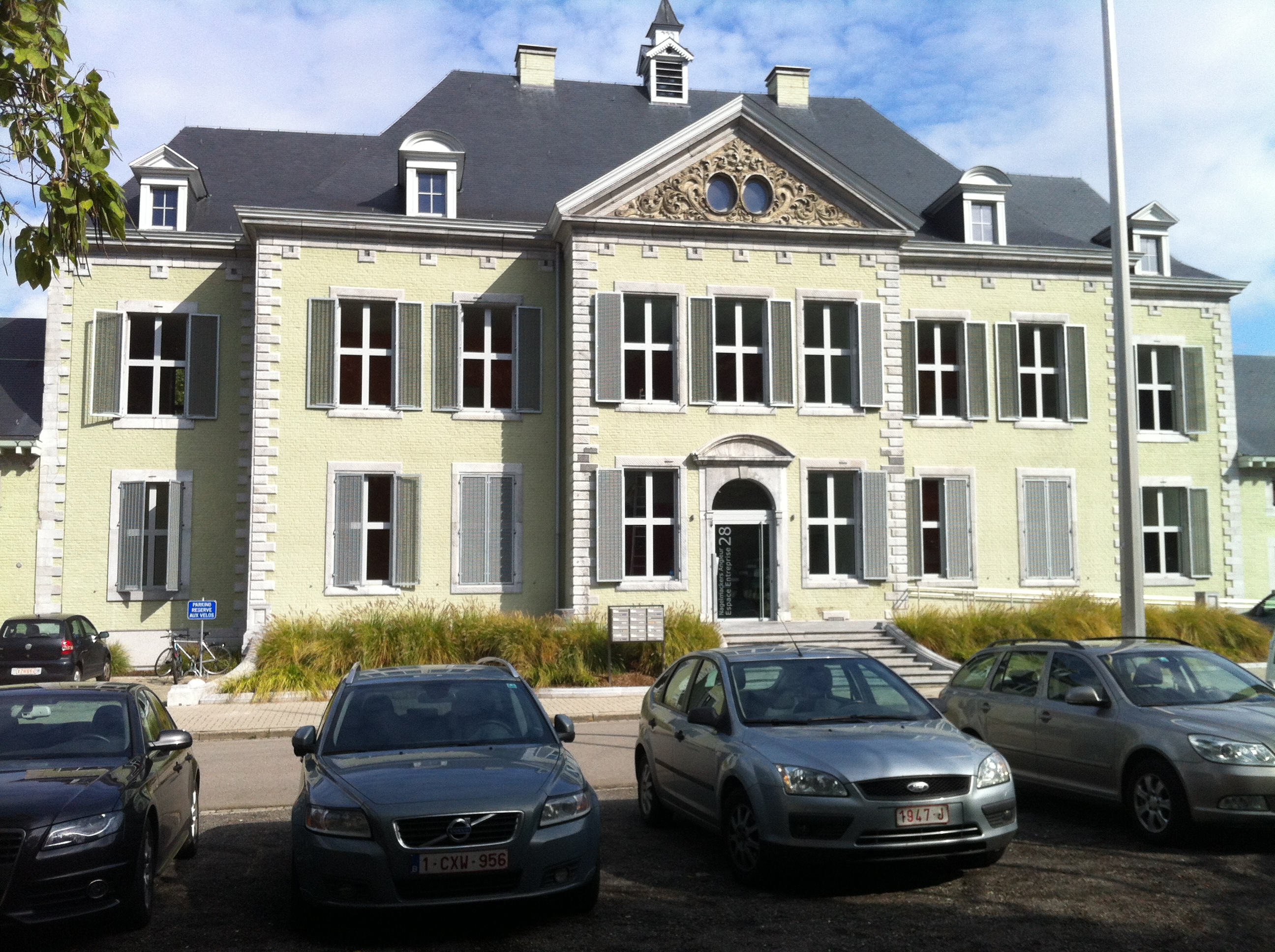
Schloss Nagelmackers, Angleur, letzter Wohn- und Sterbeort

Ludwig von Stainlein besuchte zunächst die Schule in Pest, nach dem Tod des Vaters die von dem katholischen Priester Benedict von Holland geleitete Erziehungsanstalt Hollandeum, in München, wo er unter seinem Lehrer Ignaz Sigl († 1863) bereits eine Vorliebe für das Violoncello entwickelte.
1837 bis 1842 diente Graf Stainlein als Offizier im Mährischen Kürassier-Regiment „Graf Wallmoden“ Nr. 10. Dann ging er zur musikalischen Ausbildung nach Paris. Er spielte begeistert Violoncello und komponierte auch selbst Musikstücke; mit Felix Mendelssohn Bartholdy († 1847) verband ihn eine innige Freundschaft. 1848 lernte er im belgischen Angleur die Bankierstochter Valerie Nagelmackers kennen, die er am 31. Oktober 1849 heiratete. Ihr Neffe war der spätere Eisenbahnunternehmer Georges Nagelmackers (1845–1905).
Das Ehepaar siedelte sich in Wien an, wo mehrere Kompositionen Stainleins zur Aufführung kamen. Krankheitshalber hielt sich Ludwig von Stainlein dann zwei Jahre lang in Baden-Baden auf, wo u. a. König Wilhelm I. von Württemberg und Prinz Friedrich von Preußen seine Konzerte besuchten. In Paris lernte er Giacomo Meyerbeer kennen, der ihn in seiner musikalischen Arbeit ermutigte. In Nizza erkrankte der Adlige ernsthaft und kehrte in seine ungarische Heimat zurück. Hier zog er sich die Cholera zu und man rechnete mit seinem Tod. Auf dem vermeintlichen Sterbebett konvertierte er zum katholischen Glauben und ließ sich am 5. Juli 1858 die Sterbesakramente erteilen, worauf eine unverhoffte und plötzliche Genesung eintrat.
Nach seiner Gesundung besuchte Ludwig von Stainlein Aachen und Köln, Ende 1860 kam er nach München, wo er sich wegen seiner Schulzeit heimisch fühlte. Um sich dauerhaft hier niederzulassen, erwarb er einen Bauplatz vor dem Siegestor und ließ sich eine Villa errichten, die 1866 bezugsfertig sein sollte. Zwischenzeitlich hielt er sich 1864 in Rom, im Winter 1865 in Würzburg und 1866 wieder in Rom auf. Dort schloss er Freundschaft mit Franz Liszt, der in den geistlichen Stand getreten war. Camillo Sivori, mit Stainlein schon aus Baden-Baden bekannt, brachte hier mehrere von dessen Werken zur Aufführung. Liszt, verschiedene Kardinäle und andere Honoratioren der römischen Gesellschaft gehörten zu den Besuchern der Konzerte. Diese Zeit wird als Höhepunkt von Graf Stainleins Musikschaffen angesehen.
Da Ende 1866 das Münchner Haus noch nicht völlig fertig war, begab sich der Graf mit seiner Familie nach Angleur, auf das Schloss Nagelmackers, dem Familienschloss seiner Gattin. Hier starb Ludwig von Stainlein am 22. November 1867, nach längerer Krankheit.
Er wünschte in Rom begraben zu werden, was mit Bewilligung von Papst Pius IX. geschah. Bayern, die in der päpstlichen Armee dienten, überführten seinen Sarg dorthin und Stainlein wurde im Mai 1868, in der Basilika Santa Sabina beigesetzt.
Zu seinen Kompositionen gehören u. a. drei Orchesterfantasien, ein Klaviertrio und zwei Streichquartette. Am bekanntesten ist Stainleins Serenade für vier Violoncelli (1856), die bis in die Gegenwart verlegt wird.
1854 hatte Stainlein aus dem Nachlass Niccolò Paganinis ein Violoncello von Antonio Stradivari erworben, auf dem er zumeist spielte. 1862 vermittelte er, in München, dem befreundeten Komponisten Max Bruch ein Treffen mit dem Lyriker Emanuel Geibel, um dessen Dichtung Die Loreley als Oper vertonen zu dürfen.